# Paris-Moskau

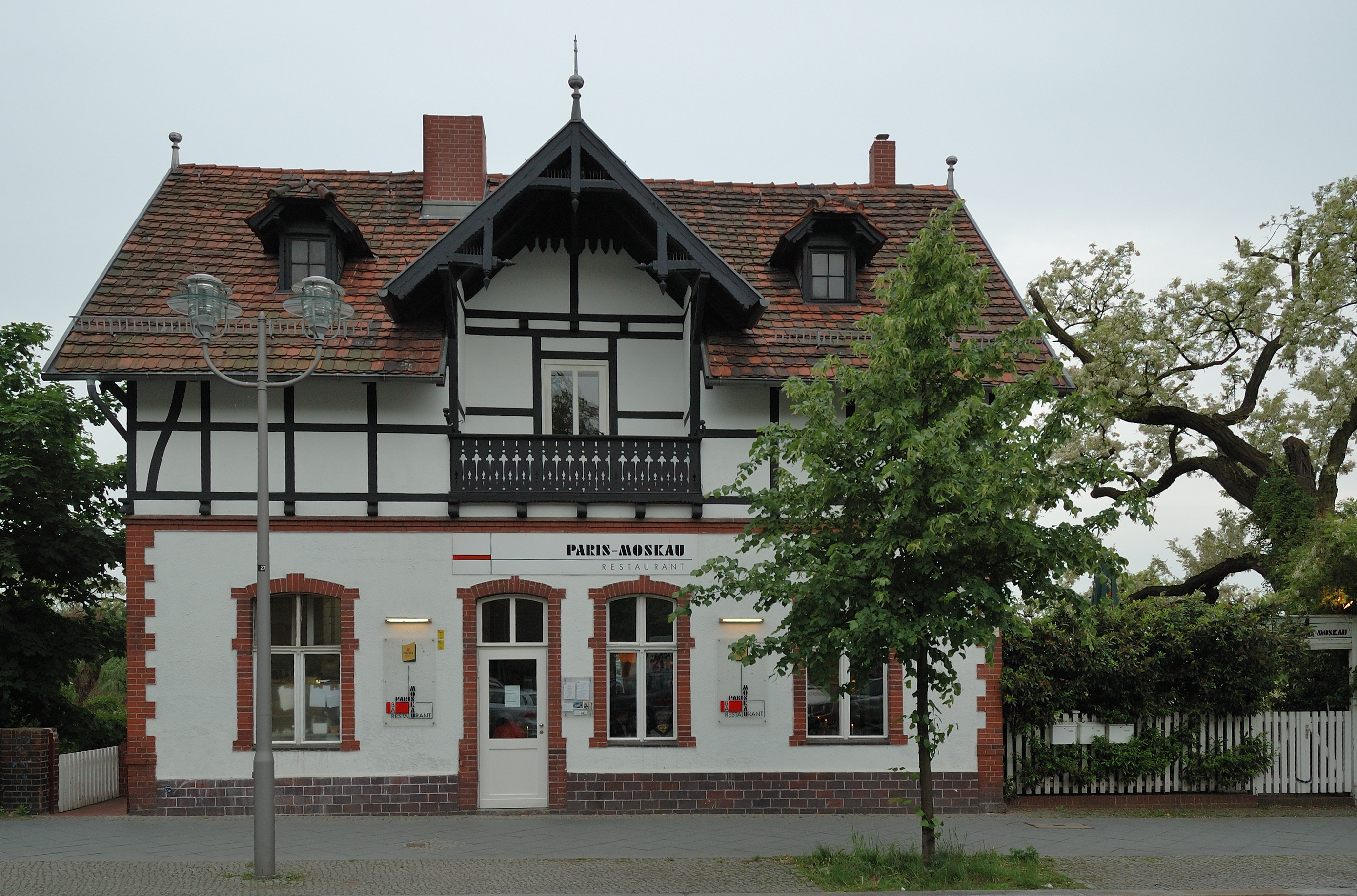
Paris-Moskau (2006)

Das Paris-Moskau ist ein Berliner Baudenkmal, in dem sich das gleichnamige Restaurant Paris-Moskau befindet.

## Gebäude
Das Gebäude befindet sich im Ortsteil Berlin-Moabit auf dem Grundstück Alt-Moabit 141. Es handelt sich um ein kleines freistehendes Fachwerkhaus, das 1896 bis 1897 von Hermann Streubel als Gaststätte erbaut wurde. Es war auch für die Versorgung der Besucher des gegenüberliegenden Landesausstellungsparks ULAP bestimmt. „Das Gaststättengebäude wirkt mit dem verputzten Erdgeschoss, dem Fachwerkobergeschoss, der Loggia in der Mittelachse und den verzierte Fachwerkgiebeln unter einem ziegelgedeckten Satteldach sehr malerisch.“ Das zum früheren Hamburg-Lehrter Güterbahnhofs abfallende Gelände ließ eine stadträumliche Situation entstehen, die im Grundriss aufgenommen wird. Im Gebäudeteil, der sich der Straße zuwendet, ist das Restaurant eingerichtet. Darüber befanden sich früher eine Wohnung bzw. Wohnräume, die heute ebenfalls als Restaurant genutzt werden. Dem Gebäude war eine 1902 erbaute Kegelbahn angegliedert. Heute steht das Haus auf dem 2016 neu geschaffenen öffentlichen Stadtplatz des Bundesministeriums des Innern und hat eine große Terrasse auf der Südwestseite. Das Fachwerkhaus, das zuletzt 1984  restauriert und durch die Malerin Anke-Paula Gentner im Stil der russischen Konstruktivisten ausgestaltet wurde, dient seit seiner Entstehung als Gaststätte. Es handelt sich um die älteste privat geführte Gastwirtschaft in Moabit.
Das Gebäude liegt zwischen dem alten Zollpackhof, der von der Landespolizei und Feuerwehr Berlins genutzt wird, und dem Neubau des Dienstsitzes Berlin des Bundesministeriums des Innern, für Bau und Heimat. Gegenüber liegt der ULAP-Park und stehen der Berliner Hauptbahnhof und Gebäude der Europacity.

## Gastronomie
Im nahegelegenen ehemaligen Hamburger Bahnhof hatte der Gastwirt Gustav Jahn einen Getränkeverkauf. Nachdem der Bahnhof stillgelegt und zum Museum umgewidmet wurde, erhielt er von der Preußischen Staatseisenbahn die Genehmigung, am nahe gelegenen Lehrter Bahnhof einen Gastronomiebetrieb zu errichten und zu betreiben. Die Eröffnung der Kindl-Stube erfolgte 1897 als einfache Schankwirtschaft mit dem Bier Berliner Kindl bzw. der Kindl-Brauerei als Namensgeber. Nach dem Ersten Weltkrieg übernahm der Gastronom Emil Tees den Betrieb. Nach dem Zweiten Weltkrieg übernahm bis 1975 eine Frau Busch die Bewirtschaftung, und es erfolgte die Umbenennung in Schultheiss-Klause entsprechend dem Lieferanten Schultheiss-Brauerei. 1984 erwarb Wolfram Ritschl das Gebäude und eröffnete am 10. August 1984  zusammen mit Partnern das russische „Restaurant Josef“. Seit 1985 betreibt Ritschl das Restaurant allein und nannte es zum 1. Mai 1987  Paris-Moskau in Anlehnung an die Schnellzugverbindung zwischen Paris und Moskau, welche auf der nahe gelegenen Berliner Stadtbahn als eine der wenigen Fernstrecken auch in West-Berliner Zeiten bestand.